# Ricardo Pérez Godoy
Ricardo Pérez Godoy (Ricardo Pío Pérez Godoy), född 9 juni 1905, död 27 juli 1982, var general i peruanska armén och gjorde en statskupp i juli 1962. Pérez Godoy ledde militärjuntan fram till mars 1963.

## Biografi
Det fanns tre huvudkandidater i det peruanska presidentvalet den 10 juni 1962: Víctor Raúl Haya de la Torre, grundare och ledare av APRA-partiet, senare presidenten Fernando Belaúnde Terry, och den tidigare diktatorn Manuel A. Odría. Haya de la Torra fick mest röster enligt de officiella resultaten, en procentenhet före Belaúnde. 
Men ingen av kandidaterna nådde gränsen en tredjedel av rösterna vilket krävdes för att bli president. Det slutliga valet låg därför på peruanska kongressen. Haya de la Torre and Odría bildade en allians för att installera Odría som den nya presidenten.

### Peruansk president (juli 1962–mars 1963)
Klockan 3:20 på morgonen startades motorerna på en av de 30 stridsvagnar som hade samlats utanför presidentpalatset. De svarta grindarna av smidesjärn rammades av tanksen som körde in på gården. Manuel Prado Ugarteche, Perus konstitutionella president, avsattes genom en statskupp, bara tio dagar innan han hade fullgjort sin 6-årsperiod.
Ricardo Pérez Godoy, ledde militärjuntan som bildades av högt uppsatta medlemmar i den peruanska militären: General Nicolas Lindley López, chef för Peruanska armén; viceamiralen Juan Francisco Torres Matos, amiral i flottan, och general Pedro Vargas Prada, chef för flygvapnet. Väl inne i palatset ordnade de fyra männen själva så att de svor ämbetsmannaeden för sina poster. De upphävde de konstitutionella rättigheterna, upplöste parlamentet, arresterade tjänstemännen inom valmyndigheten för senare rättegång, och lovade rena och ärliga val vilka utsattes till den 9 juni 1963. 
Arméchefen Nicolás Lindley utsågs till premiärminister.
Militärkuppen fördömdes över hela världen. Den första reaktionen utomlands var avsky och bestörtning, något som militärjuntan inte hade väntat. Nio latinamerikanska länder drog tillfälligt tillbaka eller bröt de diplomatiska förbindelserna. USA återupptog diplomatiska förbindelser med den nya regeringen efter åtskilliga månader. 
Genom att lova "Ett nytt Peru" genomdrev Pérez Godoy en 24 procent ökning i budgeten och införde nya skatter för att finansiera den, inklusive en anschovisskatt på en dollar per ton, vilket orsakade en strejk och hotade att stänga den blomstrande fiskeindustrin. Och när han vägrade att godkänna byggandet av ett nytt sjukhus för Vargas Pradas flygvapen och sex nya fartyg till Torres Matos nationella ångfartygslinje, vände sig de andra juntamedlemmarna emot honom.
Politiskt var Pérez Godoy allmänt för att genomföra det utlovade valet i juni, även om det skulle leda till en seger för vänsterpartiet APRA lett av Víctor Raúl Haya de la Torre. Men, i början av 1963, visade han mer än en antydan att avvika från ursprungsplanen och att vilja stanna vid makten längre än vad som ursprungligt hade planerats.

## Utkastad
Varnad för att hans beväpnade kamrater var beslutna att avsätta honom, försökte Pérez Godoy förgäves att få stöd bland lokala militärbefälhavare och hos civila som arbetade för presidentvalet i juni.
Flygvapengeneralen Pedro Vargas Prada och viceamiralen Francisco Torres Matos gav honom ett ultimatum: avgå eller bli bortkörd. Pérez Godoy svarade: Jag vägrar att lämna posten. Det är för sent nu för att fortsätta den här konversationen. Jag drar mig tillbaka.[källa behövs]
Han blev ersatt av juntans nästa man i tur, armégeneralen Nicolás Lindley, som snabbt flyttade in i presidentpalatset den 3 mars. Lindley återtog tidsplanen för det demokratiska valet och lämnade över presidentämbetet till valets vinnare Fernando Belaúnde.